# Genoveva Torres Morales
Genoveva Torres Morales (Almenara, província Castelló, 3 de janeiro de 1870 - Zaragoza, 5 de janeiro de 1956) foi uma religiosa espanhola, fundadora da Congregação das Irmãs do Sagrado Coração de Jesus e dos Anjos. Beatificada em 1995, foi proclamada santa pelo Papa João Paulo II em 2002.